# Westliche Melchior-Inseln
Die Westlichen Melchior-Inseln bilden gemeinsam mit den Östlichen Melchior-Inseln die Gruppe der Melchior-Inseln im Palmer-Archipel vor der Westküste des Grahamlands im Norden der Antarktischen Halbinsel. Sie bestehen aus kleinen, vereisten Inseln und Klippen westlich der Meerenge The Sound. Die größten der Westlichen Melchior-Inseln sind die Lambda- und die Gammainsel.
Die Benennung geht wahrscheinlich auf Wissenschaftler der britischen Discovery Investigations zurück, welche diese Inseln im Jahr 1927 grob kartierten. Die Benennung erfolgte in Anlehnung an diejenige der gesamten Inselgruppe, deren Namensgeber der französische Vizeadmiral Jules Bernard François Melchior (1844–1908) ist.